# 영주시·영풍군
영주시·영풍군은 대한민국의 옛 국회의원 선거구이다. 당시 경상북도 영주시와 영풍군 지역을 관할했다.

## 역사
제13대 국회의원 선거를 앞두고 영주시·영풍군·영양군·봉화군 선거구에서 분리되면서 신설되었다.
1995년 1월, 영주시와 영풍군이 통합되면서 통합 영주시가 출범했다. 이에 제15대 국회의원 선거를 앞두고 영주시 선거구로 개편되었다.

## 역대 국회의원
| 선거   | 정당 | 정당       | 의원   |
| ------ | ---- | ---------- | ------ |
| 1988년 |      | 민주정의당 | 김진영 |
| 1992년 |      | 민주자유당 | 금진호 |

## 역대 선거 결과

### 대한민국 제13대 국회의원 선거
|  | 50.19% |

|  | 43.83% |

|  | 5.97% |

### 대한민국 제14대 국회의원 선거
|  | 64.04% |

|  | 26.83% |

|  | 4.76% |

|  | 4.34% |